# Zucaina (kommun)
Zucaina är en kommun i Spanien.   Den ligger i provinsen Província de Castelló och regionen Valencia, i den östra delen av landet, 280 km öster om huvudstaden Madrid. Antalet invånare är 187. Arean är 52 kvadratkilometer. Zucaina gränsar till Arañuel, Castillo de Villamalefa, Cirat, Cortes de Arenoso, Ludiente och Villahermosa del Río. 
Terrängen i Zucaina är huvudsakligen kuperad, men åt nordväst är den platt.